# Pierre Petit (Gelehrter)
Pierre Petit (* 1617 in Paris; † 1687 ebenda) war ein französischer Dichter, Altphilologe (Latinist) und Arzt. Er veröffentlichte auch unter dem Pseudonym Marinus Statileus und Euthyphron.
Petit studierte und promovierte in Medizin an der Universität Montpellier. Er übte den Beruf des Arztes aber nicht aus, sondern widmete sich der Literatur und Wissenschaft in Paris, unterstützt von wohlhabenden Gönnern wie zunächst dem Parlamentspräsidenten Guillaume de Lamoignon (1617–1677) und später dem Präsidenten der Finanzaufsicht (Chambre des comptes) Aymar de Nicolai.
Petit war ein Gegner von René Descartes und dem Cartesianismus, gegen den er 1660 die Schrift De Motu Animalium Spontaneo verfasste.
Er starb im selben Jahr, in dem er heiratete. Seine Trauerrede verfasste sein Freund, der Abbé Nicaise (Elogium et tumulus Petri Petiti, 1687).

## Schriften
Unter eigenem Namen:
- Élégie sur la mort de Gabriel Naudé, 1653
- De Motu Animalium Spontaneo, 1660
- Epistolæ Apologetica; A. Menjoti de variis Sectis Amplectendis examen: ad Medicos Parisienses, Autore Adriano Sauro, D.M, 1666
- Apologia pro genuitate Fragmenti Satyrici Petroniani, 1666
- Gelliani problematis explicatio, sive de continentia Alexandri Magni, et Publii Scipionis Africani. Dialogus, Paris, 1668
- Commentaire sur les trois premiers livres d’Arétée, 1726 (mit Biographie von Petit)

Als Marinus Statileus:
- De nova Curandorum Morborum Ratione per Transfusionem Sanguinis,  1667, wo er sich gegen Bluttransfusion als Therapie ausspricht

Als Euthyphron:
- Miscellanearum Observationum, Utrecht 1683
- Selectorum Poematum, liber ii. accessit Dissertatio de Furore Poetico, Paris 1688.
- De Amazonibus, Dissertatio, Paris 1685, Leiden 1712 (Nachweis der Existenz der Amazonen)
- Traité historique sur les amazones, Leiden 1718
- De Natura et Moribus Anthropophagorum, Dissertatio, Utrecht, 1688

| Personendaten    | Personendaten                  |
| ---------------- | ------------------------------ |
| NAME             | Petit, Pierre                  |
| ALTERNATIVNAMEN  | Eutyphron; Statileus, Marinus  |
| KURZBESCHREIBUNG | französischer Dichter und Arzt |
| GEBURTSDATUM     | 1617                           |
| GEBURTSORT       | Paris                          |
| STERBEDATUM      | 1687                           |
| STERBEORT        | Paris                          |